# Осеевская (платформа)
Осе́евская — остановочный пункт хордовой линии Мытищи — Фрязево Ярославского направления Московской железной дороги. Расположен в городском округе Щёлково / Щёлковском районе Московской области.
Названа по имени деревни Осеево городского округа Лосино-Петровский Московской области, однако географически расположена в деревне Соколово. Осеево же находится в 4 км к северу от платформы.
Не оборудована турникетами. Билетные кассы расположены на платформе «на Москву». 
Время движения от Ярославского вокзала — около 1 часа 15 минут, от станции Фрязево — около 30 минут.